# Bolitoglossa gomezi
Bolitoglossa gomezi es una especie de salamandras en la familia Plethodontidae.
Es endémica de la vertiente pacífica de la Cordillera de Talamanca, en la zona fronteriza entre Costa Rica y Panamá.
Su hábitat natural son los montanos húmedos tropicales.